# Fay Compton
Fay Compton, pseudonimo di Virginia Lilian Emmeline Mackenzie (Londra, 18 settembre 1894 – Londra, 12 dicembre 1978), è stata un'attrice inglese.

## Biografia
Nacque in una famiglia di attori: lo era stato il nonno Harry Mackenzie (che aveva adottato e poi trasmesso il nome d'arte Compton, lo erano il padre Edward e la madre Virginia Bateman, lo divenne la sorella Viola. Sposata nel 1911 con Harry Pelissier, esordì quell'anno nelle Pelissier's Follies, spettacoli satirici scritti e prodotti dal marito, e recitò altresì in diverse commedie di J.M. Barrie, il creatore di Peter Pan. Successivamente affrontò con successo il repertorio shakespeariano.
L'esordio nel cinema avvenne nel 1914 con il corto She Stoops to Conquer. Seguirono una quarantina di film, anche con ruoli di protagonista, fino a La vergine e lo zingaro  del 1970. Numerose furono anche le sue partecipazioni alla radio e alla televisione.
Fay Compton ebbe quattro mariti: da Harry Pelissier ebbe il figlio Anthony (1912–1988), a sua volta padre dell'attrice Tracy Reed (1942–2012). Rimasta vedova, sposò nel 1914 l'attore Lauri de Frece, deceduto nel 1921. Nel 1922 si risposò con l'attore Leon Quartermaine, dal quale divorziò nel 1942 per sposare l'attore Ralph Michael. I due divorziarono nel 1946.

## Filmografia parziale

### Cinema
- She Stoops to Conquer, regia di George Loane Tucker (1914)
- The Labour Leader, regia di Thomas Bentley (1917)
- Judge Not, regia di Einar Bruun (1920)
- The Old Wives' Tale, regia di Denison Clift (1921)
- A Bill of Divorcement, regia di Denison Clift (1922)
- The Loves of Mary, Queen of Scots, regia di Denison Clift (1923)
- The Happy Ending, regia di George A. Cooper (1925)
- London Love, regia di H. Manning Haynes (1926)
- Robinson Crusoe, regia di M.A. Wetherell (1927)
- Tell England, regia di Anthony Asquith, Geoffrey Barkas (1931)
- Vienna di Strauss (Waltzes from Vienna), regia di Alfred Hitchcock (1933)
- Autumn Crocus, regia di Basil Dean (1934)
- Il mulino sulla Floss (The Mill on the Floss), regia di Tim Whelan (1936)
- So This Is London, regia di Thornton Freeland (1939)
- The Prime Minister, regia di Thorold Dickinson (1941)
- Fuggiasco (Odd Man Out), regia di Carol Reed (1947)
- I misteri di Londra (The Life and Adventures of Nicholas Nickleby), regia di Alberto Cavalcanti (1947)
- London Belongs to Me, regia di Sidney Gilliat (1948)
- La strada proibita (Britannia Mews), regia di Jean Negulesco (1949)
- Risate in paradiso (Laughter in Paradise), regia di Mario Zampi (1951)
- Otello (The Tragedy of Othello: The Moor of Venice), regia di Orson Welles (1952)
- Adultera senza peccato (Lady Possessed), regia di Roy Kellino, William Spier (1952)
- I vinti, regia di Michelangelo Antonioni (1953)
- Aunt Clara, regia di Anthony Kimmins (1954)
- Doublecross, regia di Anthony Squir (1956)
- La storia di Esther Costello (The Story of Esther Costello), regia di David Miller (1957)
- Città sotto inchiesta (Town on Trial), regia di John Guillermin (1957)
- Uncle Vanya, regia di Stuart Burge (1963)
- Gli invasati (The Haunting), regia di Robert Wise (1963)
- Journey to Midnight, regia di Roy Ward Baker, Alan Gibson (1967)
- I Start Counting, regia di David Greene (1969)
- La vergine e lo zingaro (The Virgin and the Gypsy), regia di Christopher Miles (1970)

### Televisione
- Knock on Any Door – serie TV, episodio 1x08 (1965)

## Doppiatrici italiane
- Giovanna Scotto in Otello
- Margherita Bagni in I vinti

## Pubblicazioni
- Fay Compton, Rosemary. Some Remembrances, London, Alston Rivers, 1926